# Мастяница, Артур
Артур Мастяница (лит. Artur Mastianica; род. 30 июля 1992, Вильнюс) — литовский легкоатлет, специалист по спортивной ходьбе. Выступает за сборную Литвы по лёгкой атлетике с 2013 года, участник ряда крупных международных соревнований, в том числе летних Олимпийских игр в Рио-де-Жанейро.

## Биография
Артур Мастяница родился 30 июля 1992 года в Вильнюсе, Литва.
Проходил подготовку в клубе спортивной ходьбы в городе Пабраде, был подопечным тренера Виктораса Мешкаускаса.
Дебютировал в лёгкой атлетике на международном уровне в сезоне 2013 года, когда вошёл в состав литовской национальной сборной и принял участие в молодёжном чемпионате мира в Тампере. Стартовал здесь в ходьбе на 20 км, однако в ходе прохождения дистанции был дисквалифицирован и не показал никакого результата.
Выполнив олимпийский квалификационный норматив 4:06:00, удостоился права защищать честь страны на летних Олимпийских играх 2016 года в Рио-де-Жанейро — участвовал в программе ходьбы на 50 км, но примерно на отметке в 35 км сошёл с дистанции.
После Олимпиады в Рио Мастяница остался в составе литовской национальной сборной и продолжил принимать участие в крупнейших международных соревнованиях. Так, в 2017 году на дистанции 50 км он занял 16 место на Кубке Европы в Подебрадах и стартовал на чемпионате мира в Лондоне.
В 2018 году в 50-километровой дисциплине стал четырнадцатым на чемпионате Европы в Берлине.
В 2019 году в той же дисциплине с личным рекордом 3:55:40 закрыл десятку сильнейших на домашнем Кубке Европы в Алитусе, занял 15 место на чемпионате мира в Дохе.